# 中村喜四郎
中村 喜四郎（なかむら きしろう、1949年〈昭和24年〉4月10日 - ）は、日本の政治家。出生時の名前は中村 伸（なかむら しん）。
衆議院議員（15期）、建設大臣（第58代）、科学技術庁長官（第43代）、建設政務次官（第1次中曽根内閣）、防衛政務次官（第2次中曽根内閣）、衆議院建設委員長、自由民主党総務局長などを歴任した。
父、中村喜四郎（先代）、母、中村登美はいずれも参議院議員を務めた。息子の中村勇太は茨城県議会議員を経て衆議院議員。

## 概説

### 生い立ち
茨城県猿島郡境町生まれ。茨城大学教育学部附属中学校、啓明学園高校卒。1972年、日本大学法学部を卒業。大学卒業の直前、田中角栄事務所に入所し、田中の秘書を務める。

### 衆議院議員
1976年（昭和51年）の第34回衆議院議員総選挙に旧茨城3区から無所属で立候補し、初当選。出馬に際し、父である中村喜四郎（先代）の後援会を引き継ぎ、戸籍名を喜四郎に改める。なお、この改名について長男の勇太は後に、中村家が運営している岩井自動車学校経営権継承も理由であったと説明している。当選後、自民党から追加公認を受け、のちに入党する。自民党入党後、田中角栄が率いる木曜クラブに所属した。1982年12月6日、第1次中曽根内閣で建設政務次官に任命された。
1985年（昭和60年）1月27日、竹下登は田中に「若手といっしょに勉強会をやりたい」と告げた。田中は「いいだろう」と答え、竹下らは翌日から入会勧誘を開始した。1月29日、田中は勉強会は見せかけで公然たるクーデターであることに気付き、1月31日に二階堂進に切り崩しを命じた。83人いた参加希望者は次々と脱落した。2月7日、40人の議員により、創政会が結成される。その中に中村もいた。
1987年（昭和62年）7月4日、経世会が結成。会長には竹下が就任し、竹下派と呼ばれた、田中派は「竹下派」「木曜クラブ（二階堂グループ）」「中立系」に3分裂した。中村は経世会事務局長に就任した。
1989年6月23日、宇野内閣で科学技術庁長官に任命され、初入閣を果たす。戦後生まれの閣僚は、中村が初めてであった。宇野宗佑首相の辞任に伴い退任。後継の海部俊樹総裁の下、自民党総務局長に就任した。1992年（平成4年）12月12日、宮澤内閣で建設大臣に任命される。

### 逮捕と議員失職
1994年（平成6年）、ゼネコン汚職事件に絡み、自民党独占禁止法に関する特別調査会会長代理在任中に、鹿島建設からの依頼で公正取引委員会への口利きをした斡旋収賄容疑が浮上。東京地方検察庁特別捜査部が任意捜査を求めるも、中村が事情聴取を拒否したため、検察庁は逮捕許諾請求を衆議院に提出して逮捕する方針を取った。衆議院で逮捕許諾請求が可決され、中村は逮捕された。
国会会期中の現職国会議員の逮捕は、1967年（昭和42年）の関谷勝利以来27年ぶりであった。なお、取調べでは黙秘権を行使し、完全黙秘を貫いたため、供述調書が1通も作成されず、検察官の雑談や挨拶などにも一切応じなかった。7月28日に保釈。勾留日数は計140日間だった。
逮捕される2日前に、中村は自民党を離党したが、議員辞職はせず、強固な結束力と地盤を持つ後援会組織「喜友会」をバックに、無所属のまま1996年（平成8年）の第41回衆議院議員総選挙、2000年（平成12年）の第42回衆議院議員総選挙でも当選。1997年（平成9年）10月、東京地方裁判所で懲役1年6ヶ月、追徴金1000万円の実刑判決を受け、控訴したが2001年（平成13年）4月に東京高等裁判所により控訴が棄却された。同年10月18日、上告中ながら、衆議院25年在職の永年表彰を受ける（有罪判決確定までは議員資格が維持される）。
2003年（平成15年）1月、最高裁判所が中村の上告を棄却し、実刑が確定判決となったため、衆議院議員を退職（失職）となった。中村の失職に伴う茨城県第7区の補欠選挙では、2000年（平成12年）の第42回衆議院議員総選挙に無所属で立候補して落選した永岡洋治が自民党公認で出馬し、初当選した。
2004年（平成16年）2月10日に、黒羽刑務所から仮釈放され、そのまま刑期満了した。

### 再出馬
2005年の第44回衆議院議員総選挙に、再び無所属で茨城県第7区から立候補。小泉純一郎首相が推進する構造改革や郵政民営化を全面的に支持し、約2年半ぶりに返り咲いた。なお、同選挙区選出だった自民党の永岡洋治は、選挙直前の8月1日に自殺を図り、その後死亡。永岡の妻・桂子（以下、永岡）が代わって自民党公認で出馬し、中村に敗れたが比例北関東ブロックで復活し、初当選した。国会議員在職時代の政治事件で実刑を受けた者が国政選挙に当選したのは1969年の福田繁芳（1961年実刑確定）以来36年ぶり。
なお、1992年12月16日以降は公職政治家が収賄罪で有罪が確定した場合、刑期満了から一定期間は公民権が停止されるが、事件当時の1992年1月にはその制度がなく、憲法の遡及処罰禁止規定（39条前段）により、収賄罪で実刑が確定しても失職に留まり、刑期満了から一定期間の公民権停止はなされなかった。
2009年の第45回衆議院議員総選挙では「日本再建」を掲げて構造改革や政界再編を訴え、前回の総選挙に比べて得票数はおよそ1万票減らしたものの、自民党の永岡、民主党の柳田和己を破り（永岡と柳田は比例復活）、11選。同年10月、改革クラブに入党し、これによって改革クラブは政党要件を回復した。10月26日には、改革クラブが統一会派を組む自民党の代議士会に15年ぶりに出席した。しかし長年茨城で中村を相手に激しい選挙戦を繰り広げてきた自民党茨城県連合会の関係者からは、戸惑いや不満の声も上がり、12月、長谷川大紋参議院議員が自民党を離党した（2012年8月に復党）。
2010年4月23日、自民党を離党していた舛添要一らが改革クラブに入党、舛添が党代表に就任し、改革クラブは新党改革へ改称。これに反発した中村と大江康弘参議院議員の2人がそれぞれ改革クラブを離党した。その後は自民党の院内会派である「自由民主党・無所属の会」に入会した。
2011年5月12日、無所属のまま自民党志帥会（伊吹派→二階派）に客員会員として入会。
2012年の第46回衆議院議員総選挙では、無所属ながら公明党からも推薦を受け、茨城7区から出馬。また、中村の要請により森喜朗元首相が選挙区を訪れて応援演説を行ったが、これに対し同選挙区で自民党公認を受けていた永岡が森に抗議する一幕もあった。結果、自民党前職の永岡、民主党前職の柳田和己、日本維新の会新人の筒井洋介らを破り、12選。
2014年の第47回衆議院議員総選挙では、再び公明党の推薦を受け立候補。自民党の永岡を破り、13選。総選挙後の首班指名選挙では白票を投じた。総選挙後、二階派の領袖である二階俊博は自民党に対し、中村や山口壯ら二階派に特別会員として所属する無所属議員の入党を求めたが、山口らは後に入党した一方、中村の入党は実現しなかった。後に二階派を退会。
2017年の第48回衆議院議員総選挙でも永岡らを下し、14選。この選挙では、選挙期間中に病に倒れた。なお、この選挙では従来通り公明党の推薦を受けたものの、希望の党公認で立候補した茨城1区の福島伸享、6区の青山大人を応援するなど、野党での活動に軸足を移す様になった。総選挙後の首班指名選挙では民進党代表の大塚耕平に投票した。

### 立憲民主党入党
2018年1月、民進党常任顧問の岡田克也が代表を務める衆院会派「無所属の会」に入会した。同年6月に行われた新潟県知事選挙では野党各党が推薦する新人候補の池田千賀子（落選）を応援。2018年12月18日には無所属の会から立憲民主党会派に移籍する意向を明らかにし、2019年1月15日には、岡田克也らとともに、立憲民主党会派への入会が承認された。
国民民主党と立憲民主党の合流により、結党される合流新党に参加表明した。
2020年9月、国民民主党と立憲民主党による新党・立憲民主党に入党。9月16日に衆議院で行われた首班指名選挙では、代表の枝野幸男に投票した。

### 小選挙区敗北と比例復活
2021年の第49回衆議院議員総選挙では立憲民主党公認として立候補。投開票の結果、自民党前職の永岡により初めて小選挙区で敗れたが、比例北関東ブロックで復活当選し15選した。自民党離党以降、総選挙においては一貫して保守系無所属として立候補していたが、初めて他党の公認で立候補したことにより、前回まで中村を推薦していた公明党が永岡を推薦したほか、地元の地方議員も永岡の支持に回ったことが原因とされている。
2024年9月24日、水戸市内での会見で、次期衆議院議員総選挙に立候補せず、政界から引退する意向を表明した。10月27日に投開票が行われた第50回衆議院議員総選挙では息子の中村勇太が茨城7区で初当選を果たした。

## 政策・主張

### 憲法
- 憲法改正について、2017年の朝日新聞社のアンケートでは「賛成」と回答[43]。2021年の朝日新聞社のアンケートでは回答しなかった[44]。2021年のNHKのアンケートでは「賛成」と回答[45]。

- 憲法9条への自衛隊の明記について、2021年のアンケートで「反対」と回答[45]。

- 憲法を改正し緊急事態条項を設けることについて、2021年の毎日新聞社のアンケートで「賛成」と回答[46]。

### 外交・安全保障
- 安全保障関連法の成立について、2017年のアンケートで「どちらかと言えば評価しない」と回答[43]。

- 「他国からの攻撃が予想される場合には敵基地攻撃もためらうべきではない」との問題提起に対し、2021年のアンケートで回答しなかった[44]。

- 「北朝鮮に対しては対話よりも圧力を優先すべきだ」との問題提起に対し、2017年のアンケートで「どちらかと言えば賛成」と回答[43]。2021年のアンケートで回答しなかった[44]。

- 普天間基地の辺野古移設について、2021年のアンケートで回答しなかった[44]。

### ジェンダー
- 選択的夫婦別姓制度の導入について、2014年のアンケートでは「どちらかといえば反対」と回答[47]。2017年のアンケートでは「どちらとも言えない」と回答[43]。2021年のアンケートでは「賛成」と回答[44]。

- 同性婚を可能とする法改正について、2017年のアンケートでは「どちらとも言えない」と回答[43]。2021年の朝日新聞社、NHK、毎日新聞社のアンケートで回答しなかった[44][45][46]。

- 「LGBTなど性的少数者をめぐる理解増進法案を早期に成立させるべきか」との問題提起に対し、2021年のアンケートで「賛成」と回答[44]。

- クオータ制の導入について、2021年のアンケートで「どちらかといえば反対」と回答[45]。

### その他
- アベノミクスについて、2017年のアンケートで「評価しない」と回答[43]。

- 安倍内閣による森友学園問題・加計学園問題への対応について、2017年のアンケートで「評価しない」と回答[43]。

- 森友学園への国有地売却をめぐる公文書改竄問題で、2021年5月6日、国は「赤木ファイル」の存在を初めて認めた[48]。しかし5月13日、菅義偉首相はファイルの存在を踏まえた再調査を行わない考えを報道各社に書面で示した[49]。9月の自民党総裁選挙で総裁に選出された岸田文雄も10月11日、衆議院本会議の代表質問で再調査の実施を否定した[50]。国の対応をどう考えるかとの同年の毎日新聞社のアンケートに対し「さらに調査や説明をすべきだ」と回答[46]。

- 「原子力発電への依存度について今後どうするべきか」との問題提起に対し、「今後下げるべき」と回答[45]。

- 2017年5月、組織犯罪処罰法改正案（共謀罪）に反対票を投じた。

- 2020年、日本共産党の穀田恵二の選挙区集会に送ったメッセージのなかで、第2次安倍内閣以降の自民党政権について「国民に政治を諦めさせる政治」「心を縛る政治」が深刻になっていると批判し、その具体例として特定秘密保護法、共謀罪、内閣人事局の設置などの事例をあげている[51]。

- 2021年、立憲民主党の小川淳也との対談のなかで「自民党が忘れてしまった古い自民党のやり方とは何かと。リベラルを大切にしていた、自由を大切にしていた、若者の意見も大切にしていた、反対意見も大切にしていた」と語り、古い自民党のやり方を学ぶ必要性を説いている[52]。

## 人物

### 人物評
- 2014年（平成26年）の第186回国会において、国務大臣、副大臣、政務官、補佐官、議長、副議長、委員長のいずれの要職にもついていなかったのみならず、質問、議員立法、質問主意書の提出のいずれもなかったことが指摘された64人のうちの1人[53][54]。
- 政界きってのマスコミ嫌いで有名であり、選挙戦中の講演会やミニ集会からは、極一部を除くマスメディアを全てシャットアウトし、記者会見等も一切行っていない[注 2]。仮釈放後もその姿勢は変わらず、衆議院議員総選挙への立候補の際も、秘書が出馬の旨を記す文書のみを送っている。2001年には公式サイトを開設し、2009年6月頃まで運営していたが[57][58]、2009年8月にはブルーバックにURLが表示されるだけとなり、事実上閉鎖されている[59][60]。しかし、前述のように野党に軸足を置くようになってからは、東京新聞やTBSテレビなどの『囲み取材』ではない単独インタビューには度々応じるようになってきており、その中で日本共産党を含めた野党再編の必要性を訴えている[61][62]。
- 指定自動車教習所である岩井自動車学校の社長を務める[63]。
- 茨城県第7区での選挙活動では、ドブ板選挙を特に熱心に行っており、各地を原動機付自転車での遊説や屋内での国政説明会を年中こまめに行っている。中村は「誰にもできないことをずっと続けることで、人に信用してもらえている」と語っている[64]。
- 圏央道には喜四郎の選挙区への利益誘導によって誕生したとされる通称喜四郎カーブと呼ばれる不自然な[要出典]カーブ箇所が存在する。圏央道の構想段階の当初のルート、千葉県野田市経由では、国直轄河川である大河川、江戸川と利根川2箇所に大きな架橋が必要となり、コストが高くつくためとも言われている[注 3]。
- 2022年2月1日、微熱やのどの痛みの症状があったことから、埼玉県内の医療機関でPCR検査を受けたところ、新型コロナウイルス陽性が確認された[65]。

### 家族
- 父：喜四郎（先代）
- 母：中村登美
- 長男：勇太 - 成蹊大学卒。岩井自動車学校総務部長、公設秘書を経て2018年12月より茨城県議会議員[66][67][68]、2024年10月より衆議院議員。

## 選挙歴
| 当落                          | 選挙                   | 施行日         | 選挙区              | 政党       | 得票数  | 得票率 (%) | 得票順位 /候補者数 | 定数 | 票差 (と次点者) | 惜敗率 (%) | 比例区 順位 | 政党当選者数 /政党候補者数 |
| ----------------------------- | ---------------------- | -------------- | ------------------- | ---------- | ------- | ---------- | ------------------ | ---- | --------------- | ---------- | ----------- | -------------------------- |
| 当                            | 第34回衆議院議員総選挙 | 1976年12月05日 | 旧茨城3区           | 無所属     | 93,210  | 20.97      | 1/8                | 5    | 48,744          | -          | -           | -                          |
| 当                            | 第35回衆議院議員総選挙 | 1979年10月07日 | 旧茨城3区           | 自由民主党 | 81,672  | 19.55      | 2/8                | 5    | 29,669          | -          | -           | -                          |
| 当                            | 第36回衆議院議員総選挙 | 1980年06月22日 | 旧茨城3区           | 自由民主党 | 87,446  | 19.21      | 1/7                | 5    | 30,053          | -          | -           | -                          |
| 当                            | 第37回衆議院議員総選挙 | 1983年12月18日 | 旧茨城3区           | 自由民主党 | 98,485  | 21.10      | 1/7                | 5    | 34,567          | -          | -           | -                          |
| 当                            | 第38回衆議院議員総選挙 | 1986年07月06日 | 旧茨城3区           | 自由民主党 | 124,880 | 25.17      | 1/7                | 5    | 73,386          | -          | -           | -                          |
| 当                            | 第39回衆議院議員総選挙 | 1990年02月18日 | 旧茨城3区           | 自由民主党 | 121,300 | 22.30      | 1/11               | 5    | 81,689          | -          | -           | -                          |
| 当                            | 第40回衆議院議員総選挙 | 1993年07月18日 | 旧茨城3区           | 自由民主党 | 129,982 | 25.20      | 1/8                | 5    | 100,773         | -          | -           | -                          |
| 当                            | 第41回衆議院議員総選挙 | 1996年10月20日 | 茨城7区             | 無所属     | 100,175 | 53.64      | 1/4                | 1    | 27,967          | -          | -           | -                          |
| 当                            | 第42回衆議院議員総選挙 | 2000年06月25日 | 茨城7区             | 無所属     | 88,095  | 44.15      | 1/5                | 1    | 36,271          | -          | -           | -                          |
| 当                            | 第44回衆議院議員総選挙 | 2005年09月11日 | 茨城7区             | 無所属     | 89,099  | 41.18      | 1/4                | 1    | 7,869           | -          | -           | -                          |
| 当                            | 第45回衆議院議員総選挙 | 2009年08月30日 | 茨城7区             | 無所属     | 78,999  | 36.99      | 1/4                | 1    | 11,668          | -          | -           | -                          |
| 当                            | 第46回衆議院議員総選挙 | 2012年12月16日 | 茨城7区             | 無所属     | 81,157  | 42.69      | 1/5                | 1    | 21,552          | -          | -           | -                          |
| 当                            | 第47回衆議院議員総選挙 | 2014年12月14日 | 茨城7区             | 無所属     | 88,393  | 51.12      | 1/3                | 1    | 22,755          | -          | -           | -                          |
| 当                            | 第48回衆議院議員総選挙 | 2017年10月22日 | 茨城7区             | 無所属     | 77,719  | 48.99      | 1/3                | 1    | 15,102          | -          | -           | -                          |
| 比当                          | 第49回衆議院議員総選挙 | 2021年10月31日 | 比例北関東(茨城7区) | 立憲民主党 | 70,843  | 44.31      | 2/3                | 19   | -3,519          | 95.27      | 2           | 5/21                       |
| 当選回数15回 （衆議院議員15） |                        |                |                     |            |         |            |                    |      |                 |            |             |                            |

## 書籍
- 「無敗の男 中村喜四郎 全告白」 （2019/12/16、ISBN 	978-4-16-391118-2）文藝春秋 著：常井健一[70]

## 論文
- CiNii収録論文 国立情報学研究所